# Kosteantîniv, Berezivka
Kosteantîniv (în ucraineană Костянтинів) este un sat în comunei Petrovirivka din raionul Berezivka, regiunea Odesa, Ucraina.

## Demografie
Componența lingvistică a localității Kosteantîniv
     Ucraineană (74,29%)
     Română (20%)
     Bulgară (2,86%)
     Rusă (2,86%)
Conform recensământului din 2001, majoritatea populației localității Kosteantîniv era vorbitoare de ucraineană (74,29%), existând în minoritate și vorbitori de română (20%), rusă (2,86%) și bulgară (2,86%).